# Nicolas-Auguste Hesse
Nicolas-Auguste Hesse (født 28 august 1795 i Paris, død 14. juni 1869 sammesteds) var en fransk historiemaler. Han var farbror til Alexandre Hesse.
Hesse var elev af Gros, vandt 1818 Rom-prisen med Filemon og Baukis, men sluttede sig væsentligst til Ingres' kunst. Mest bekendt er Hesse for sine kirkemalerier, i Paris' Notre Dame de Lorette (Sankt Hieronymus' Martyrium), Sainte-Élisabeth, Bonne-Nouvelle, Saint-Eustache, Saint-Séverin med flera. Til Luxembourgmuseet købtes Maria ved Jesu grav (1851). I øvrigt malede Hesse også i sine yngre dage rent historiske billeder som Mirabeau i États-généraux 1789.